# ホワット・ビケイム・オブ・ザ・ライクリー・ラッズ
「ホワット・ビケイム・オブ・ザ・ライクリー・ラッズ」 (What Became of the Likely Lads) は、2ndアルバム『リバティーンズ革命』からリリースされたザ・リバティーンズのラスト・シングル。
この曲の歌詞は、ピート・ドハーティとカール・バラーの友情の崩壊と、その後のバンド解散について言及している。タイトルはイギリスの1970年代のシチュエーション・コメディ『Whatever Happened to the Likely Lads?』に由来している。

## 収録曲

### CD 1
1. ホワット・ビケイム・オブ・ザ・ライクリー・ラッズ - What Became of the Likely Lads
2. スキャグ・アンド・ボーン・マン - Skag & Bone Man (Live, Brixton, 6 March 2004)
3. タイム・フォー・ヒーローズ - Time for Heroes (Live, Brixton, 6 March 2004)

### CD 2
1. ホワット・ビケイム・オブ・ザ・ライクリー・ラッズ - What Became of the Likely Lads
2. ザ・デラニー - The Delaney (Live, Brixton, 6 March 2004)

### 7"
1. ホワット・ビケイム・オブ・ザ・ライクリー・ラッズ - What Became of the Likely Lads
2. ボーイズ・イン・ザ・バンド - Boys In The Band (Live, Brixton, 6 March 2004)